# Греки в Сиракьюсе (Нью-Йорк)
История греков Сиракьюса (Нью-Йорк, США) берёт своё начало в начале 1900-х годов. К 1902 году в городе проживало 30 греков, в 1910 году — около 500, а в начале 1950-х годов их число увеличилось до 4 000 человек. Задолго до того, как самые первые греки прибыли в город, греческое влияние было легко заметно в Сиракьюсе, что отражалось в архитектуре и названиях многих достопримечательностей.

## История
До 1880-х годов численность греческого населения в США не увеличивалась.
В 1900—1920 годы были самые крупные волны иммиграции греков в США, при этом большинство из них являлись молодыми мужчинами, которые приезжали на заработки, а затем планировали вернуться обратно, однако в итоге 70 % из них остались в Америке. В начале XX века большая часть греческих иммигрантов были родом из Лаконии (Пелопоннес), в частности, города Спарта на юге страны. Впоследствии в США начали мигрировать выходцы из различных регионов Греции.
В 1900—1910 годах в США прибыло наибольшее число греков, всего 686 человек, а в период между 1911—1920 годами ещё 385 человек. Принятием Законов об иммиграции 1921 и 1924 годов были введены квоты, и в 1921 году в США попало 3 063 грека, а в 1924 году лишь 100.
В 1925—1929 годах, благодаря увеличению квоты для иммигрантов, в Соединённые Штаты въехало 10 883 греков, и ещё 17 000 прибыло в соответствии с Законом о беженцах 1953 года.
Иммиграция греков в США была вызвана неблагоприятным и тяжёлым экономическим положением в Греции в конце XIX века. В противоположность этому экономика США предоставляла множество рабочих мест для неквалифицированных трудящихся в городах. Большинство греков селилось в крупных городских районах, особенно на Северо-Востоке и Среднем Западе. Первые иммигранты устраивались на низкооплачиваемую работу, в том числе нанимались разнорабочими на заводы и фабрики, разносчиками и помощниками официантов. Со временем многие начали открывать собственный малый бизнес, включая рестораны, цветочные магазины и бакалейные лавки.
По итогам переписи населения США 1980 года о своём греческом происхождении заявило 1 852 жителя округа Онондага.
С первых дней поселения греков на севере штата Нью-Йорк, ещё до начала существенной иммиграции в этот регион, в нём насчитывалось множество общин, носивших названия в честь героев и топонимов из греческой истории. В их число, помимо прочих, входили Сиракузы, Афины, Аттика, Коринф, Дельфы, Греция, Гомер, Илион, Итака, Пальмира, Троя и Утика.
Некогда в районах Вестсайд и Саутвест располагались «одни из самых элегантных и привлекательных резиденций в Сиракьюсе». Многие из них находились вдоль Уэст-Онондага-стрит и Джеймс-стрит. Имелось множество особняков в стиле Греческого Возрождения, построенных в конце 19 века для местных «выдающихся личностей».

## Церковь
Церковь играет исключительно важную роль в жизни греков с первых дней их пребывания в США.
24 марта 1902 года в Сиракьюсе впервые в его истории были проведены Евхаристия и богослужение в соответствии с обрядами греческой православной церкви, которые совершил находившийся в течение года в США миссионер John N. Muja’is. Поскольку отец Muja’is практически не знал английского языка, служба проводилась на греческом и арабском языках.
В 1913 году в Сиракьюсе была построена греческая католическая церковь Св. Иоанна Крестителя.
По словам местных жителей, «семья имеет исключительно важное значение для греков, она является ядром. Большинство церквей — это семейные центры, социальные центры, образовательные центры, а не только духовные центры». На протяжении многих лет вновь прибывающие иммигранты обращались к церкви за помощью в адаптации к жизни в Соединённых Штатах. Кроме того, поскольку греческий район в Сиракьюсе утрачивает свой первоначальный облик, всё более важное значение для общины приобретает церковь, являющаяся «социальным и культурным центром местных американских греков».

## Мероприятия

### День независимости Греции
В марте 1953 года в Центральном Нью-Йорке и Северном Нью-Йорке проживало около 4 000 греков. Годовщина независимости Греции праздновалась в течение недели проведением многих мероприятий.

### День культуры Греции
Ежегодно церковь Св. Софии в городе Девитт проводит Греческий культурный фестиваль.